# Putnam County, Tennessee
Putnam County är ett administrativt område i delstaten Tennessee, USA, med 72 321 invånare. Den administrativa huvudorten (county seat) är Cookeville.

## Geografi
Enligt United States Census Bureau har countyt en total area på 1 043 km². 1 039 km² av den arean är land och 4 km² är vatten.

### Angränsande countyn
- Overton County - nordost
- Fentress County - nordost
- Cumberland County - öst
- White County - söder
- DeKalb County - sydväst
- Smith County - väst
- Jackson County - nordväst